# Nunca te olvidaré
Nunca te olvidaré (на български: Никога няма да те забравя) е балада, изпълнена от испанския певец и композитор Енрике Иглесиас, включена в третия му студиен албум Cosas del amor от 1998 г.

## Информация
Песента е написана от Енрике Иглесиас и продуцирана от испанеца Рафаел Перес-Ботиха. Баладата е за „момент на изповед, обет да останеш влюбен през времето и други любови“. Според Иглесиас: „Това е една от песните, които, докато съм записвал, съм изпитал най-много радост и тъга. Има моменти в живота, макар че звучи много философски, в които срещаш човек и накрая много го обичаш, но знаш, че колкото и да го обичаш, няма да можете да бъдете заедно; поради обстоятелства, начин на живот или защото сте много различни, и човекът е един от онези, които никога няма да забравиш“.
Песента е основна музикална тема на мексиканската теленовела на компания Телевиса Есперанса от 1999 г., продуцирана от Хуан Осорио и Карлос Морено Лагийо, с участието на Едит Гонсалес и Фернандо Колунга. Енрике изпълнява песента в един от епизодите на поредицата. В официалното видео, режисирано от Гилермо Дел Боске и продуцирано от Хуан Осорио, заснето в Сан Мигел де Айенде, Мексико, Иглесиас изпълнява песента с оркестър, докато няколко жени наблюдават от прозорците на домовете си.

## Класации
Песента дебютира в класацията на Billboard Hot Latin Tracks в Съединените щати на 16 януари 1999 г. на позиция 34 и достига до номер 1 на 6 март 1999 г. за една седмица. Песента се задържа 11 седмици в Топ 10 и 25 непоследователни седмици в Топ 40.